# Am386

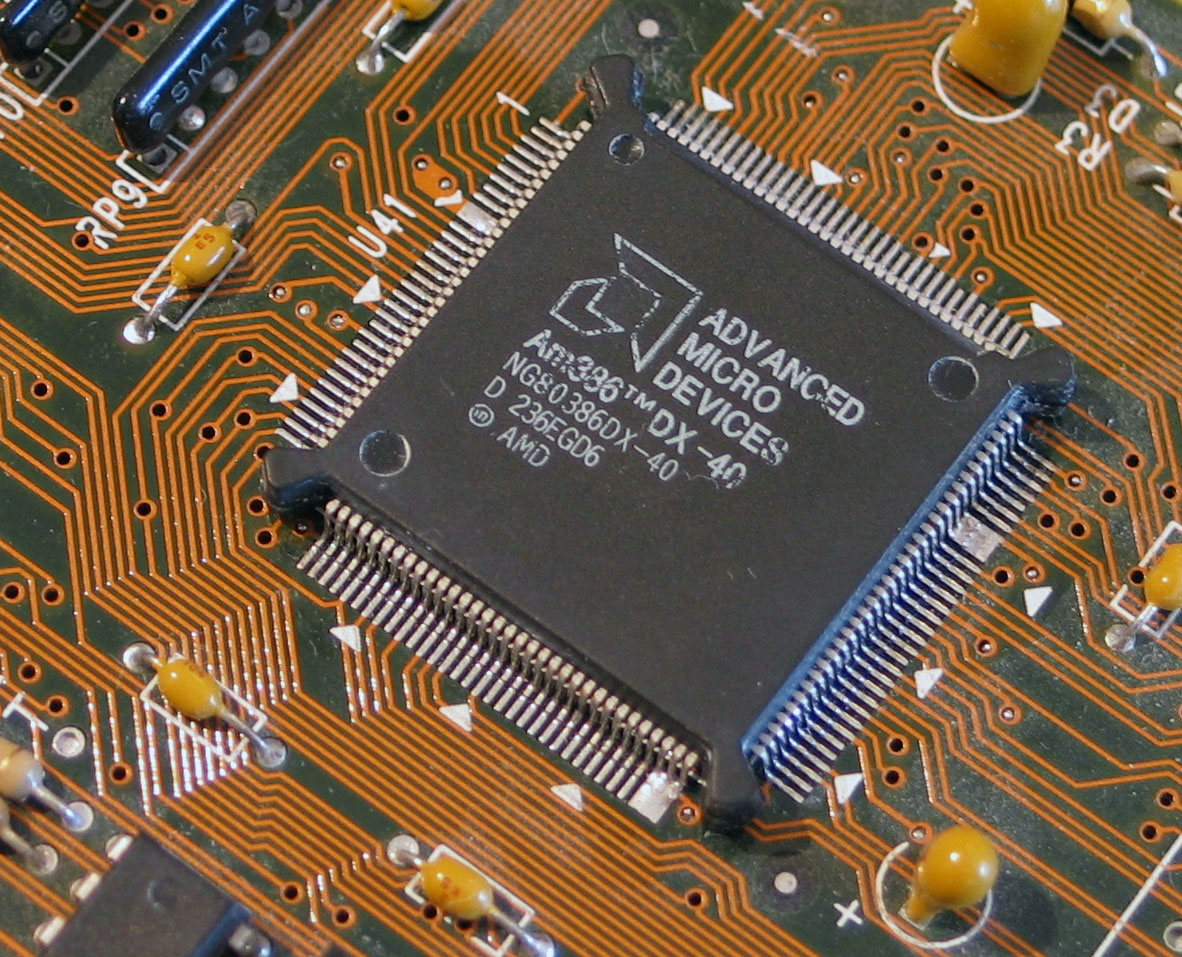
Am386

Am386 CPU는 1991년 3월 AMD가 출시한 인텔 80386 디자인과 100% 호환되는 복제품이다. 이 제품은 수백만 대를 판매하여 AMD를 단지 x86 CPU(당시에는 8086 계열이라고 함)의 두 번째 소스(source)가 아니라 인텔의 합법적인 경쟁자로 자리매김했다.

## 역사 및 디자인
AM386 CPU는 본질적으로 1991년 이전에 출시될 준비가 되어 있었지만 인텔은 법정에서 이를 보류했다. 인텔은 두 회사가 우연히 같은 호텔에 묵었던 같은 이름의 직원을 고용했을 때 Am386에 대해 알게 되었는데, 그 직원이 실수로 AMD용 패키지를 인텔 직원에게 전달했다. AMD는 이전에 인텔의 인텔 8086, 인텔 80186 및 인텔 80286 디자인의 2차 소스 제조업체였으며, 1982년에 이루어진 계약에 대한 AMD의 해석은 이들의 모든 파생 제품을 포함한다는 것이었다. 그러나 인텔은 계약이 80286 및 이전 프로세서에만 적용되며 1987년에 AMD가 80386 CPU를 제조할 권리를 금지했다고 주장했다. 법정에서 몇 년이 지난 후 AMD는 마침내 소송에서 승리했고 1991년 3월 Am386을 판매할 권리를 얻었다. 이는 또한 80386 호환 32비트 CPU 시장에서 경쟁할 수 있는 기반을 마련하여 PC 소유 비용을 낮추었다.
인텔의 386 CPU는 1989년에 33MHz로 최고치를 기록했지만 AMD는 386DX와 386SX 모두의 40MHz 버전을 출시하여 아키텍처의 수명을 연장했다. 다음 2년 동안 AMD 386DX-40은 실제 486보다 훨씬 낮은 가격으로 80486에 가까운 성능을 제공했기 때문에 소규모 PC 클론 제조업체와 예산에 민감한 컴퓨터 매니아들 사이에서 인기를 얻었다. 일반적으로 386DX-40은 거의 다음과 같은 성능을 발휘한다. 486은 온칩 CPU 캐시와 결합된 더 엄격한 파이프라인(내부 처리의 더 많은 중복) 덕분에 명령당 더 적은 클럭 사이클이 필요하기 때문에 25MHz 486과 동등하다. 그러나 32비트 40MHz 데이터 버스는 386DX-40에 비교적 좋은 메모리와 I/O 성능을 제공했다.